# Therese Brunsvik
Therese Brunswik (Bratislava, 27 luglio 1775 – Vácduka, 23 settembre 1861) è stata una nobile e filantropa ungherese, fondatrice delle prime scuole dell'infanzia in Ungheria, fu una figura determinante per la diffusione dell'educazione in età prescolare in Ungheria e nell'Impero austriaco.

## Biografia
Therese Brunsvik, in ungherese Teréz Brunszvik, forma abbreviata con cui è chiamata la contessa Maria Theresia Josefa Anna Johanne Aloysia Brunsvik de Korompa, era la maggiore dei quattro figli di Anton Brunsvik de Korompa (1745-1793) e di sua moglie, la baronessa Elisabeth Wankel von Seeberg (1752-1830), dama di compagnia dell'imperatrice Maria Teresa. Il matrimonio avvenne per intercessione dell'imperatrice, motivo per cui la bambina fu battezzata "Teresa" e l'imperatrice stessa ne fu madrina. Gli altri figli del matrimonio erano Franz (1777—1852), Josephine (1779—1821), in seguito contessa Deym e poi baronessa Stackelberg e Karoline-Charlotte (1782—1853) che sposò il conte Imre Teleki.
Nell'ottobre del 1775 al nonno di Therese, un alto funzionario della cancelleria imperiale, venne conferito il titolo di conte.
Therese e i suoi fratelli ebbero una formazione in casa, nei mesi invernali la famiglia viveva nella casa di città a Buda, qui i bambini seguivano regolari lezioni sotto la supervisione del padre. Nei mesi estivi la famiglia si trasferiva presso il castello di famiglia a Martonvásár dove Therese e i suoi fratelli avevano maggiore libertà di scelta delle letture e potevano dedicarsi alla musica, all'arte e alle uscite a cavallo.
Therese era musicalmente molto dotata. Iniziò a suonare il pianoforte a tre anni e all'età di sei anni prese parte al primo concerto. Avendo una bella voce da contralto, cantava nelle serate di canto e nei concerti nel castello dei genitori. Parlava e scriveva anche diverse lingue, dalla madre aveva appreso il tedesco, il francese era la lingua abitualmente parlata nell'ambiente della nobiltà, aveva poi studiato l'inglese, l'italiano e il greco, mostrava inoltre un talento superiore alla media nella pittura e nel disegno. Solo in età avanzata iniziò ad interessarsi alla lingua ungherese.
Nel 1793 alla morte del padre la famiglia si ritirò a Martonvásár, durante un soggiorno a Budapest nell'estate del 1799 lei e la sorella minore Josephine entrarono in contatto con Ludwig van Beethoven. Al loro primo incontro Therese aveva impressionato il pianista e compositore con la sua abilità al pianoforte, Beethoven stabilì un duraturo rapporto di amicizia con la famiglia, soprattutto col fratello maggiore di Theresa. Beethoven impartì gratuitamente lezioni di piano alle due sorelle, in quello stesso periodo conobbe anche la loro cugina Giulietta Guicciardi. Beethoven rimase in ottimi rapporti con i fratelli Brunsvik visitandoli spesso nel corso degli anni successivi, a Therese dedicò nel 1809 la Sonata per pianoforte in fa diesis maggiore op. 78.
In seguito alla scelta di un istitutore rivelatosi poi inadeguato per i figli di Josephine, le sorelle e i nipoti si recarono dapprima in Turingia a visitare le scuole istituite da Christian Gotthilf Salzmann, poi a Schaffhausen per incontrare il teologo e pedagogista Johann Georg Müller, su consiglio di quest'ultimo si recarono in Svizzera dove Therese conobbe Johann Heinrich Pestalozzi, la visita di sei settimane presso il suo istituto a Yverdon-les-Bains fu probabilmente il fattore principale per la sua decisione di dedicarsi, da quel momento in poi, in modo esclusivo all'educazione dei bambini. Nei suoi diari Therese descrive il periodo immediatamente successivo all'incontro con Pestalozzi come "la mia Riforma".
Dal 1810 al 1816 soggiornò in Moravia nella tenuta della sorella Josephine e dove si dedicò con dedizione all'educazione dei suoi figli, dal primo matrimonio di Josephine erano nati quattro figli, dal secondo tre. Nel 1819 è a Buda, il paese era stato colpito da una carestia e la città era invasa da persone in fuga dalla campagna e alla ricerca di cibo, insieme ad altre nobildonne fondò un'associazione benefica femminile. Tra il 1817 e il 1819 ebbe una relazione amorosa con il conte 
Ludwig Wilhelm Migazzi.
Nel 1821 morì la sorella Josephine, nel 1827 morirono sia Beethoven sia Pestalozzi. Un anno dopo, il 1º giugno 1828, dodici anni dopo l'apertura della prima scuola dell'infanzia che avvenne in Scozia, a New Lanark ad opera di Robert Owen, Therese aprì a Buda la prima scuola per l'infanzia dell'Europa centrale. La scuola, collocata in una casa di proprietà della famiglia, si chiamava Angyalkert, ("Giardino dell'Angelo") ed era inizialmente destinata ad ospitare 50 bambini di famiglie povere, in breve il numero salì a 150/180. L'anno successivo ne vennero aperte altre 4, due a Buda, una a Banská Bystrica e una a Pest.
All'epoca vi erano già diversi asili per l'età prescolare in Inghilterra, sul continente ve ne erano pochissimi e solo nelle principali città. Samuel Wilderspin, direttore di uno degli asili di Londra, nel 1823 scrisse un libro intitolato On the Importance of Educating the Infant Poor che nel 1826 venne tradotto in tedesco dal viennese Joseph Wertheimer. Per lungo tempo questa fu l'unica letteratura sul tema presente nel paese. Poco dopo l'istituzione della prima scuola dell'infanzia Therese si rivolse alle autorità cittadine per incoraggiarle a sostenere l'apertura di altre istituzioni simili ma incontrò solo diffidenza e ritrosia.
Incontrò diversi ostacoli anche l'intenzione di Therese di fondare un'associazione in sostegno della diffusione delle scuole per l'infanzia analoga a quella esistente in Gran Bretagna. Therese riuscì ad aggregare diversi sostenitori tra la nobiltà e i funzionari imperiali, da questo gruppo emerse l'"Associazione degli istituti" che aveva come presidenti la stessa Therese e il funzionario e storico Alajos Mednyánszky. Nel 1830 su iniziativa di Therese venne aperta una scuola a Bratislava e iniziarono le trattative per l'apertura a Cluj-Napoca (nell'attuale Romania). Ne venne aperta una anche a Trnava.
L'attività di apertura delle scuole subì un brusco rallentamento quando nel 1832, in assenza di Therese che si trovava a Bratislava, il reggente d'Ungheria Giuseppe d'Asburgo-Lorena, con la collaborazione di Alajos Mednyánszky, sciolse l'associazione e pose le scuole di Buda sotto la supervisione dell'associazione femminile di Buda e quelle di Pest sotto l'autorità del magistrato della città. I motivi sono di natura politica, era vista con diffidenza un'organizzazione di coordinamento nazionale, si riteneva preferibile disincentivare possibili spinte verso l'unità nazionale e lasciare che l'autorità sulle istituzioni fosse decentrata ai vari magistrati locali.
Nel 1833 Therese venne chiamata a Monaco di Baviera da una nobile bavarese e con il sostegno del re Ludovico I e della moglie Teresa di Sassonia-Hildburghausen si impegnò nella fondazione di "asili per l'infanzia innocente".
Tra il 1834 e il 1835 si recò ad Augusta e in seguito trascorse sei mesi in Italia.
Nei primi mesi del 1836 prese parte a diverse riunioni della neo-fondata "Associazione per la diffusione delle scuole dell'infanzia in Ungheria", tra i fondatori e sostenitori vi erano diversi membri dell'Accademia ungherese delle scienze come ad esempio Ferenc Deák.
Dal 1836 al 1840 effettuò nuovamente un lungo soggiorno all'estero, nuovamente a Monaco di Baviera dove istituì due scuole, visitò poi istituti e scuole dell'infanzia in numerose città come Dresda, Losanna, Ginevra, Parigi, Londra. A fine novembre 1840 tornò in Ungheria a Pest, le sue idee entrarono nel dibattito politico e vennero sostenute da Lajos Kossuth, membro dell'associazione. Nel 1841 fondò una scuola per l'infanzia ad Arad.
In quegli anni, tramite una sua collaboratrice, entrò in contatto con Friedrich Fröbel col quale iniziò una fitta corrispondenza che verrà poi raccolta e pubblicata nel 1944 col titolo "Friedrich Fröbel an Gräfin Therese Brunszvick. Aus der Werdezeit des Kindergartens." Iniziò a pianificare l'introduzione della pedagogia di Fröbel in una scuola di Pest.
Nel 1844 scrisse un articolo con un accorato appello per la creazione di un istituto per la formazione di educatrici. Nel 1846, la nipote Blanka Teleki, considerata la figlia spirituale di Therese, aprì a Pest una scuola per ragazze dell'aristocrazia ungherese. Nello stesso anno Therese iniziò a scrivere le sue memorie (che terminerà nel 1855) intitolate "Il mio mezzo secolo" basate sui suoi diari che aveva scrupolosamente tenuto fin da giovanissima.
Durante la Rivoluzione ungherese del 1848 è a Pest dove sostenne con entusiasmo la causa ungherese. 
Quando nel 1851 la nipote Blanka venne arrestata a causa della sua attività di sostegno ai profughi e di diffusione di pubblicazioni e libri con contenuti rivoluzionari anche la casa di Therese venne perquisita e lei interrogata. Nel 1853 Blanka venne condannata a 10 anni di reclusione mentre le accuse a Therese vennero fatte decadere nel 1854.
Nel 1856 fondò l'ultima scuola a Buda poco prima di trasferirsi a Vácduka nella tenuta della cugina Julia Brunsvik (1786 - 1866), vedova Forray. Nel 1859 compì l'ultimo viaggio a Dresda per visitare Blanka.
Morì il 23 settembre 1861, all'età di 86 anni, venne sepolta a Martonvásár il 27 settembre 1861.
Therese Brunswick non si sposò mai e dedicò tutto il suo impegno e anche il suo patrimonio personale alla causa dell'educazione dei bambini, fino alla fine dei suoi giorni rimase un'appassionata di musica e una grande ammiratrice di Ludwig van Beethoven e della sua musica. Le numerose annotazioni nei suoi diari sono di grande importanza per l'odierna ricerca su Beethoven.
La storica musicale Ida Marie Lipsius (La Mara), sulla base dei diari di Therese dei quali curò la pubblicazione nel 1909, identificò Therese nell'"amata immortale" di Beethoven, dopo la prima guerra mondiale e in base a studi successivi basati su altri documenti e lettere trovati nella tenuta Brunsvik la stessa autrice identificò come probabile destinataria delle mai spedite lettere di Beethoven la sorella Josephine.